# UMF Grindavíkur
El Knattspyrnudeild Ungmennafélag Grindavíkur, també conegut com a UMF Grindavíkur, és un club de futbol islandès de la ciutat de Grindavík.

## Història
El club va ser fundat el 1935. Ascendí per primer cop a primera divisió l'any 1994. El seu principal títol és la Copa de la Lliga guanyada el 2000. A més fou finalista de Copa l'any 1994.

## Palmarès
- Copa de la Lliga islandesa de futbol:
  - 2000